# Любомир Драндаров
Любомир Г. Драндаров е български просветен деец, чиновник и общественик, деец на Велешкото благотворително братство в София.

## Биография
Любомир Драндаров е роден в българския македонски град Велес, тогава в Османската империя, и произхожда от рода Драндарови. Учи в Солунската българска мъжка гимназия, но е арестуван през 1906 година по разкритията на Мацановата афера. След това е освободен.
Прехвърля се в България и учи в Софийската гимназия, след което следва в Софийския университет, а по-късно преподава в Битоля. След войните за национално обединение живее в София. През 1924 година влиза в контролната комисия на Велешкото благотворително братство. Заема висш пост в ръководството на БНБ. Умира в София след падане от високи стълби през юли 1926 година.